# Oncaea prendeli
Oncaea prendeli är en kräftdjursart som beskrevs av Shmeleva. Oncaea prendeli ingår i släktet Oncaea och familjen Oncaeidae. Inga underarter finns listade i Catalogue of Life.